# Zec du Chapeau-de-Paille
La zec du Chapeau-de-Paille est une zone d'exploitation contrôlée du Québec (Canada) située dans la MRC de Mékinac en Mauricie. La Zec a été créée en 1978. Elle est administrée par l'Association Nature inc.

## Toponymie
Le nom de la zec du Chapeau-de-Paille provient d'un lac et d'un ruisseau au nord de son territoire. Ces deux hydronymes, le lac et le ruisseau du Chapeau de Paille, apparaissent sur une carte de 1940. Il s'agit vraisemblablement de la traduction de l'anglais Strawhat, qui apparait sur des cartes du début du XXe siècle. Un relief rappelant la forme d'un chapeau de paille serait à l'origine du nom.

## Géographie

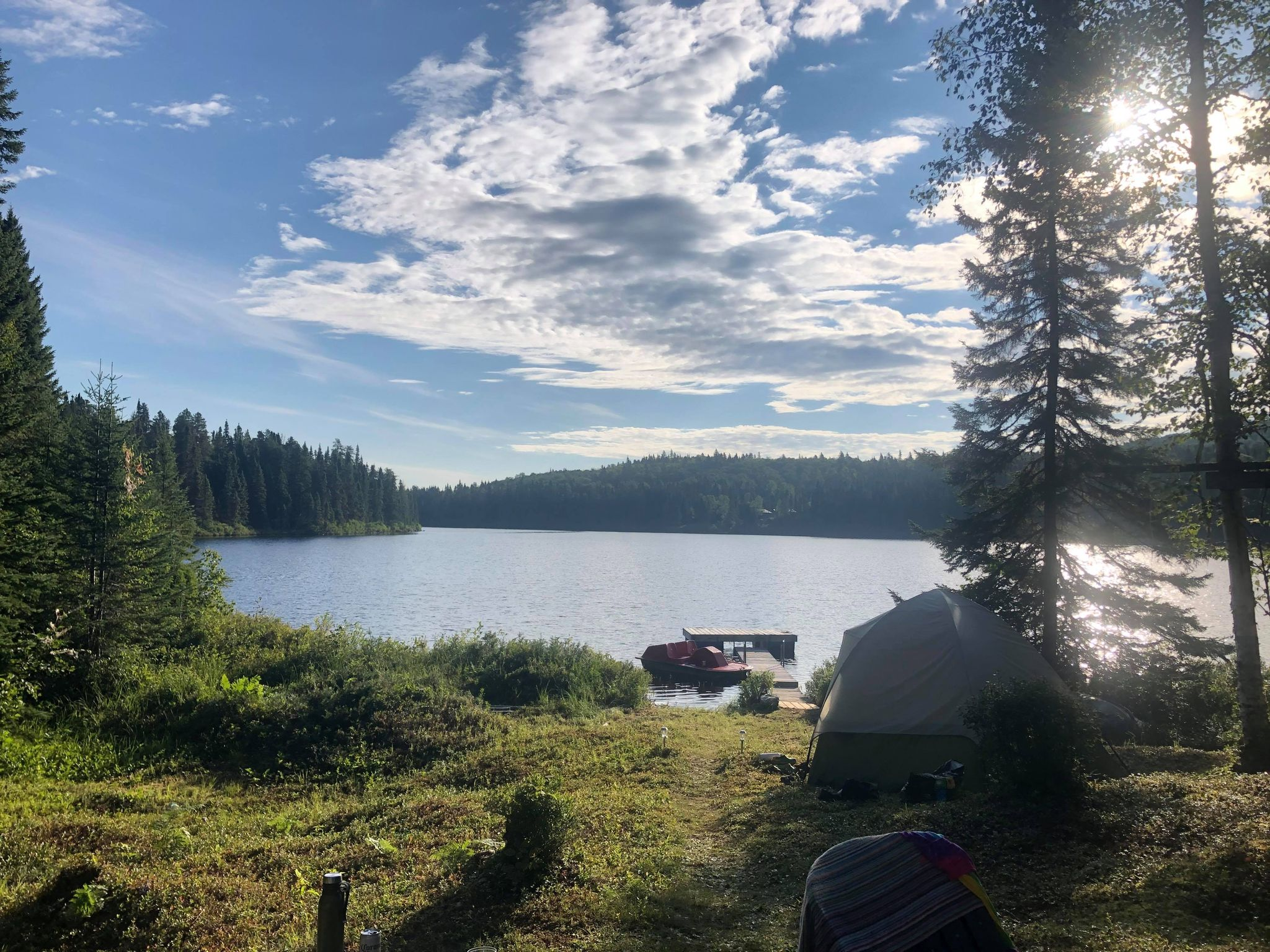
Vue d'un lac situé sur la ZEC du Chapeau-de-Paille à partir d'un chalet.

La zec Chapeau-de-Paille couvre un territoire de 1 270 km2. Elle partage ses limites avec la zec du Gros-Brochet au nord, la zec Wessonneau au nord-est, réserve faunique du Saint-Maurice à l'est, le parc national de la Mauricie au sud-est et la réserve faunique Mastigouche au sud. Elle enclave aussi la réserve écologique Irénée-Marie.
Le territoire de la Zec couvre les cantons: Badeaux, Arcand, Seigneurie du Cap-de-la-Madeleine, Brehault, Livernois et Normand.
Les lacs de la zec assujettis aux règlements sur la pêche par le Gouvernement du Québec sont : lac des Aigles, Bill, Bouchard, Bon-Air, Boulter, de la Buse, Cadotte, "à la Chienne", des Chaussées, Clara, Grand lac du Couteau, "de la Culbute Sud", Descoste, Descoteaux, Duff, au Glacier, Godin, Hilda, Lafleur, Lessard, "de la Ligne", Loa, Madelon, Montagne, Narrow, Grand Lac Pépin, Râteau, Régis, Rusty, Ruth, Siffleux, Willard et Windfield.

## Histoire
Avant la création de la zec, le territoire était recouvert par 43 clubs privés de chasse et de pêche. Le plus important était le club Metallos. Ce dernier avait les droits exclusifs de chasse et pèche sur plus de 40 lacs, dont les plus importants sont les lacs Sergerie et Price. Certains de ces anciens clubs privés possèdent encore leurs installations dans la zec, comme l'Association Emery inc. sur les rives du lac Nature.
La zec du Chapeau-de-Paille a été créé en 1978 lors de l'Opération déclubage. La gestion de celle-ci a été donnée à l'Association Nature inc.